# Dangé-Saint-Romain
Dangé-Saint-Romain è un comune francese di 3 198 abitanti situato nel dipartimento della Vienne nella regione della Nuova Aquitania.

## Società

### Evoluzione demografica
Abitanti censiti